# Nicaragua zászlaja
Kialakítása a Közép-Amerikai Egyesült Tartományok zászlaján alapul. A háromszög az egyenlőség szimbóluma. Az öt vulkán Közép-Amerika öt nemzetét képviseli az Atlanti-óceán és a Csendes-óceán között. A frígiai sapka a szabadság szimbóluma, a szivárvány pedig a békéé.